# Mausoleul familiei Filișanu
Mausoleul familiei Filișanu este un ansamblu de monumente istorice aflat pe teritoriul orașului Filiași.

Ansamblul este format din următoarele monumente:
- Mausoleul familiei Filișanu (cod LMI DJ-II-m-A-08267.01)
- Casa-anexă (cod LMI DJ-II-m-A-08267.02)
- Zid incintă cu poartă (cod LMI DJ-II-m-A-08267.03)